# Максюта Олександра Савелівна
Олександра Савелівна Максюта (1918, село Калантаїв, тепер затоплене село Чигиринського району Черкаської області — ?) — українська радянська діячка, зоотехнік Чигиринського районного відділу тваринництва Кіровоградської (потім — Черкаської) області, зоотехнік колгоспу «Пам'ять Леніна» Чигиринського району Черкаської області. Депутат Верховної Ради УРСР 2-го скликання.

## Життєпис
Народилася у бідній селянській родині. Закінчила сім класів сільської школи. У 1939 році закінчила зоотехнічний технікум, працювала зоотехніком у Ново-Деревеньківському районі Орловської області РРФСР.
Під час німецько-радянської війни була евакуйована до Казахської РСР, де працювала зоотехніком.
З 1944 року — зоотехнік Чигиринського районного відділу тваринництва Кіровоградської області. З середини 1950-х років — зоотехнік колгоспу «Пам'ять Леніна» Чигиринського району Черкаської області.

## Нагороди
- орден «Знак Пошани» (26.02.1958)
- медаль «За доблесну працю у Великій Вітчизняній війні 1941—1945 років»